# Anni 1520
Gli anni 1520 sono il decennio che comprende gli anni dal 1520 al 1529 inclusi.

## Eventi, invenzioni e scoperte
- 15 giugno 1520: Papa Leone X minaccia di scomunicare Martin Lutero con la bolla Exsurge Domine.
- 3 gennaio 1521: Papa Leone X scomunica Martin Lutero con la bolla Decet Romanum Pontificem.

- 1527: Enrico VIII d'Inghilterra chiede l'annullamento del matrimonio con Caterina d'Aragona, ma papa Clemente VII non glielo concede.

## Personaggi
- Raffaello